# Isabel Salud
María Isabel Salud Areste (San Clemente de Llobregat, Barcelona, 17 de septiembre de 1961), conocida como Isabel Salud, es una política española miembro de Izquierda Unida y coordinadora de la federación vasca de la formación, Ezker Anitza, entre 2012 y 2024. Fue diputada en el Congreso por Guipúzcoa entre 2016 y 2019. 

## Biografía

### Profesión
Ha trabajado de administrativa en Barcelona de los 16 a los 19 años. En el año 1991 obtuvo una plaza de funcionaria administrativa en el Ayuntamiento de Éibar. Trabajó en el departamento de obras hasta el año 1998. Desde entonces hasta junio de 2016 ha trabajado de asesora sindical en ese consistorio y en otras administraciones locales de Guipúzcoa de Comisiones Obreras de Euskadi (CCOO). Nunca ha estado liberada para la política, únicamente disponía de una reducción de jornada de un tercio desde el año 2013.

### Carrera política
Se inició en el movimiento vecinal en su pueblo natal, San Clemente de Llobregat, en los años 1980; posteriormente, fue concejal durante dos legislaturas hasta que se trasladó a vivir a Euskadi, donde ha ejercido tareas de responsabilidad en movimientos sociales y organización en el Partido Comunista de Euskadi (PCE-EPK), en donde fue secretaria general del mismo entre 2002 y 2012. En noviembre de 2012 fue elegida coordinadora de Ezker Anitza-IU, federación vasca de Izquierda Unida, responsabilidad que ocupa desde entonces. En las elecciones generales de España de 2016 fue elegida diputada por Guipúzcoa al Congreso de los Diputados.